# موشک چندمرحله‌ای

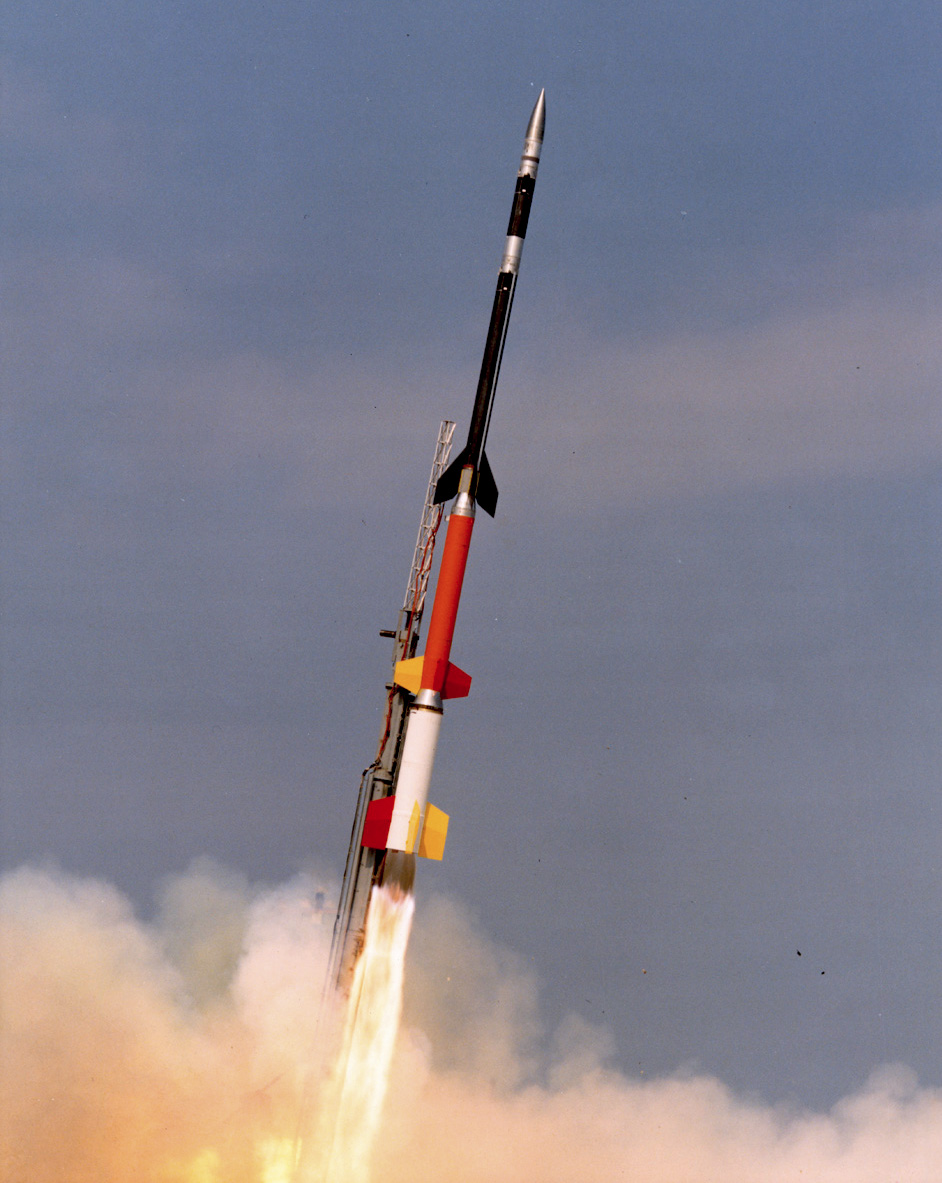
موشک چند مرحله‌ای پژوهشی بلک برنت ۱۲

موشک چندمرحله‌ای (به انگلیسی: Multistage rocket) گونه‌ای موشک است که دو یا بیشتر مرحله ( مرحله به معنی بخش ) است که در هر مرحله منبع سوخت و نیروی محرکه جداگانه وجود دارد.

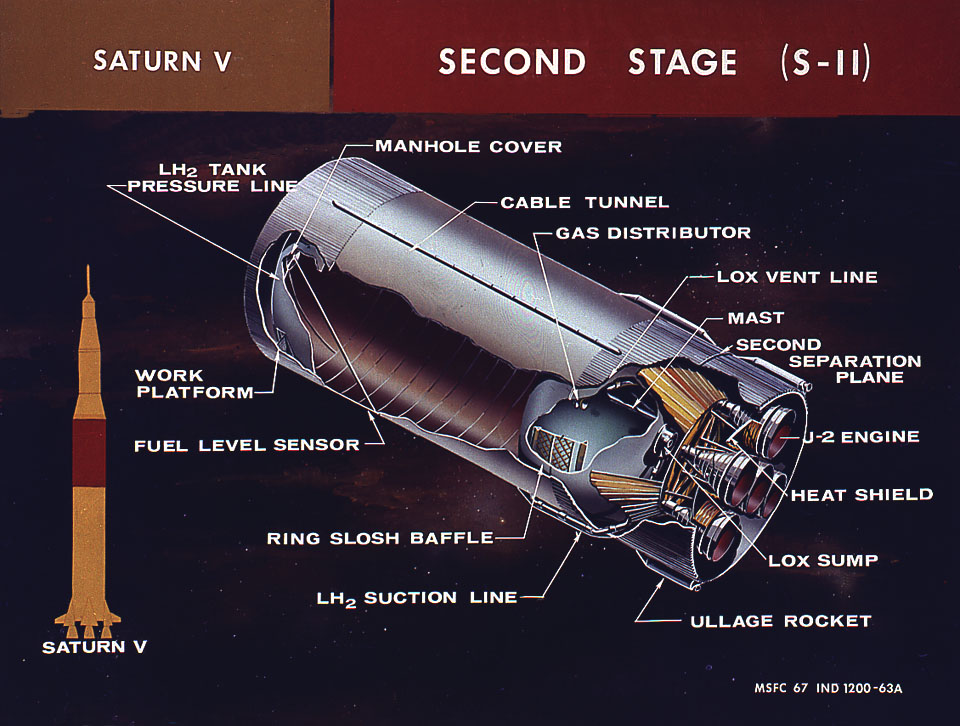
دیاگرام مرحله دوم پرتابه و نوع ارتباط آن با دیگر بخش‌ها

بخش‌های مختلف این موشک‌ها به روی هم یا کنار هم قرار می‌گیرند. موشک‌های دو مرحله‌ای بسیار زیاد هستند ولی بیشترین تعداد بخش‌ها را تاکنون (سال ۲۰۱۴) یک موشک ۵ مرحله‌ای داشته. بخش‌هایی از راکت که نیروی محرکه خود را از دست می دهند معمولاً از موشک جدا شده که این عمل به کم شدن وزن موشک و رسیدن به سرعت مرحله آخر کمک می‌کند.